# Шевченки (Лохвицкий район)
Шевченки (укр. Шевченки) — село,
Песковский сельский совет,
Лохвицкий район,
Полтавская область,
Украина.
Код КОАТУУ — 5322684902. Население по переписи 2001 года составляло 99 человек.

## Географическое положение
Село Шевченки находится на расстоянии в 2 км от сёл Пучковщина и Долинка.
По селу протекает пересыхающий ручей с запрудой.